# Les Vacances du Major
Les Vacances du Major est un album de bande dessinée de Mœbius. C'est une compilation de plusieurs histoires courtes.

## Synopsis

### Tueur à gages
Un tueur à gages se fait piéger et se retrouve enfermé au pénitencier de Roller-Palmitas.

### Tueur à gages2eépisode:La Fureur de la vengeance
Au lendemain d'un braquage de banque, Edouardo, le tueur à gages, rencontre l'inspecteur Briggs qui lui propose d'aller boire un godet chez lui.

### Tueur à gages3eépisode:Le Secret de la mine
Alors qu'il est soigné par l'inspecteur Briggs, Edouardo rencontre Jill et en tombe amoureux.

### Vous faites l'objet de ceci et de cela
Jabavoth est à la recherche de son bretzel atomique pour quitter la planète Lazavadune. En chemin, il rencontre une splendide « brunette »...

### Les Mystères de l'érotisme!
L'érotisme peut parfois prendre des formes peu communes.

### Le Grand Hôtel “B”
Lulu et Béton, deux mutants en vadrouille, croisent sur leur route le Grand Hôtel “B”.

### John Watercolor
Une aventure de John Watercolor « le justicier anti-pique poquett », avec sa fameuse redingote qui tue.

### Split, le petit pionnier de l'espace
Split construit un robot-femme qu'il croit idéal.

### Y'a pas moyen
Un créateur de feuilleton télé est en proie au désespoir.

### La Chasse au français en vacances
Le major Grubert et son fidèle compagnon, Umberto Manteca, partent à la chasse au français en vacances.

### Musique ininterrompue
Une ménagère voyage tout en restant chez elle grâce à sa radio.

### 1 jeudi noir
Jerman Closer est un garçon de course qui assiste à une partie de jeu qui tourne mal.

### Fable-viteno317
Deux hommes explorent les propriétés du binjoïn.

### L'Interviouve
En 1974, Giraud est interviouvé sur sa carrière.

## Personnages principaux
- Edouardo Hammer : le tueur à gages
- l'inspecteur Briggs : l'inspecteur qui boucle le tueur à gages
- Dora Briggs : l'épouse de l'inspecteur du même nom
- Jill : l'amour d'Edouardo
- Jabavoth : le héros de Vous faites l'objet de ceci et de cela
- le Major Grubert : le fameux major fatal qui pendant ses vacances part chasser le français
- Umberto Manteca : c'est le bras droit du major dans ses parties de chasse.
- Jerman Closer : coursier un jeudi noir.

## Commentaires
Les Vacances du major est le cinquième volume de la série Mœbius parue début des années 1990 dans la collection « Pied jaloux », dont faisaient également partie Le Garage hermétique, Escale sur Phargonescia, The Long Tomorrow, La Citadelle aveugle, Le Bandard fou et Arzach. Ces albums regroupent différents récits de l'auteur parus précédemment en albums isolés, dans la série Mœbius œuvres complètes ou dans le magazine Métal hurlant. Ils ont été réédités une décennie plus tard, avec une répartition des histoires modifiée.

## Publication
- Les Humanoïdes Associés (collection « Pied jaloux »), 1990 : première édition
- Les Humanoïdes Associés, 2006 : réédition.